# Cao Thái Bảo
Cao Thái Bảo (13 tháng 10 năm 1913 – 24 tháng 12 năm 1997), là kỹ sư nông nghiệp và nhà ngoại giao người Việt Nam, từng giữ chức Công sứ Việt Nam Cộng hòa đầu tiên tại Philippines và Đại sứ Việt Nam Cộng hòa tại Thái Lan.

## Tiểu sử
Cao Thái Bảo sinh ngày 13 tháng 10 năm 1913 tại Sài Gòn, Nam Kỳ, Liên bang Đông Dương.
Ông thi đậu lấy bằng trung học phổ thông ở Sài Gòn và Lyon, Pháp. Sau đó theo học Học viện Nông nghiệp NANCY và Trường Lâm nghiệp và Thủy lợi Quốc gia ở Pháp.
Sau khi tốt nghiệp ra trường, ông trở về nước công tác trong ngành nông nghiệp bắt đầu từ chức Trưởng phòng Nghiên cứu Viện Nghiên cứu Nông nghiệp Sài Gòn từ năm 1937 đến năm 1946. Rồi làm trưởng đoàn hoặc thành viên một số phái đoàn nông nghiệp từ năm 1951 đến năm 1954.
Ít lâu sau, ông được bổ nhiệm làm Phó Thủ hiến Nam phần từ năm 1954 đến năm 1955. Năm 1955, ông sang nhậm chức Công sứ đặc mệnh toàn quyền Việt Nam Cộng hòa đầu tiên tại Philippines với nhiệm kỳ 5 năm, và trình quốc thư lên Tổng thống nước này vào ngày 5 tháng 12. Năm 1961, ông được điều động làm Đại sứ Việt Nam Cộng hòa tại Thái Lan. Tháng 12 năm 1963, chính phủ Việt Nam Cộng hòa quyết định chấm dứt nhiệm vụ của một số đại sứ và công sứ ở nước ngoài, trong đó có ông. Sứ mệnh ngoại giao của ông chính thức kết thúc vào ngày 8 tháng 4 năm 1964.:386
Năm 1974, ông di cư sang Mỹ và đổi tên thành John Bảo Thái Cao.
Ông qua đời ngày 24 tháng 12 năm 1997, hưởng thọ 84 tuổi.

## Vinh danh
- Đệ Ngũ Đẳng Bảo Quốc Huân Chương[5]